# Estat d'Osun
Osun és un dels estats de Nigèria amb capital a Osogbo. Limita al nord per l'estat de Kwara, a l'est en part per l'Estat Ekiti i en part per l'estat d'Ondo, al sud per l'estat d'Ogun i a l'oest per l'estat d'Oyo. El governador de l'estat Rauf Aregbesola va ser declarat com el guanyador de les eleccions de 2007 pel Tribunal d'Apel·lació d'Ibadan el 26 de novembre de 2010. Rauf Aregbesola fou reelegit el 9 d'agost de 2014 fins al 2018. Osun és el lloc de molts dels punts emblemàtics de Nigèria com el campus de la Universitat Obafemi Awolowo Universitat, que es localitza a l'antiga ciutat d'Ile-Ifẹ, un centre important de desenvolupament polític i religiós per a la cultura ioruba. Altres ciutats importants són les antigues capitals de regnes iorubes: Oke-Ila Orangun, Ila Orangun, Ijebu-Jesa, Ede, Iwo, Ejigbo, Modakeke, Ibokun, Ifetedo, Esa-Oke i Ilesa. L'estat és conegut com l'Estat de la Gran Lampada. L'anglès va ser introduït a l'estat d'Osun com a llengua oficial junt al ioruba el 1998.

## Geografia
La superfície de l'estat és de 9.251 km² el que el va el 28è estat de 36. La població (17è estat de 36) és de 3.416.959 habitants segons el cens del 2006, amb una estimació per l'any 2011 de 4.009.800 habitants.
Els principals grups ètnics a Osun són subgrups iorubes: Ife, ijesha, oyo, ibolo i igbomina, tot i que hi ha també persones d'altres parts de Nigèria. El ioruba i l'anglès són les llengües oficials. Els habitants d'Osun practiquen l'islam, cristianisme i paganisme (anomenada fe tradicional).
Osun es va crear de l'estat d'Oyo l'agost de 1991, i té una població nombrosa tant de musulmans com de cristians. Entre els dirigents religiosos famosos d'Osun hi ha el musulmà basat a Londres clergue Sheikh Abu-Abdullah Adelabu, qui és originari de la ciutat capital de l'estat, Osogbo; també el pastor (Dr.) Johnson Ade Odewale de l'Església Apostòlica de Crist, d'Odeomu, que té base a Boston, EUA. L'estat d'Osun reclama al govern de Nigèria la prestació de serveis a musulmans i cristians de l'estat, especialment a través de la Pilgrims Welfare Boards (Junta d'Auxili als Pelegrins).
Osun està dividit en tres districtes senatorials federals, cadascun dels quals és compost de dues zones administratives. L'estat consisteix en trenta (30) àrees de govern local, la unitat primària de govern a Nigèria.
Les 30 LGA (amb la seva capital) són:
| LGA                  | Capital         |
| -------------------- | --------------- |
| Aiyedaade            | Gbongan         |
| Aiyedire             | Ile Ogbo        |
| Atakunmosa Est       | Iperindo        |
| Atakunmosa De l'oest | Osu             |
| Boluwaduro           | Otan-Ayegbaju   |
| Boripe               | Iragbiji        |
| Ede Del nord         | Oja Timi        |
| Ede Del sud          | Ede             |
| Egbedore             | Awo             |
| Ejigbo               | Ejigbo          |
| Ife Central          | Ile-Ife         |
| Ife Est              | Oke-Ogbo        |
| Ife Del nord         | Ipetumodu       |
| Ife Del sud          | Ifetedo         |
| Ifedayo              | Oke-Ila Orangun |
| Ifelodun             | Ikirun          |
| Ila                  | Ila Orangun     |
| Ilesa Est            | Ilesa           |
| Ilesa De l'oest      | Ereja Plaça     |
| Irepodun             | Ilobu           |
| Irewole              | Ikire           |
| Isokan               | Apomu           |
| Iwo                  | Iwo             |
| Obokun               | Ibokun          |
| Odo Otin             | Okuku           |
| Ola Oluwa            | Bode Osi        |
| Olorunda             | Igbonna, Osogbo |
| Oriade               | Ijebu-Jesa      |
| Orolu                | Ifon-Osun       |
| Osogbo               | Osogbo          |

## Història
El modern estat d'Osun va ser creat el 1991 amb territori segregat de l'estat d'Oyo. El nom de l'estat deriva del riu Osun, el venerat curs d'aigua que era la manifestació de la deessa ioruba anomenada també Osun.
El Governador Olagunsoye Oyinlola (2003-2010) va fundar la Universitat de l'Estat d'Osun amb sis campus (Osogbo, Okuku, Ikire, Ejigbo, Ifetedo, i Ipetu-Ijesha) estratègicament localitzada a través de l'estat. Esdeveniments culturals importants en l'estatal inclouen els festivals Ori Oke i Egungun a Iragbiji, el festival Olojo a Ife i el festival Osun Osogbo, a Osogbo.

## Cultura

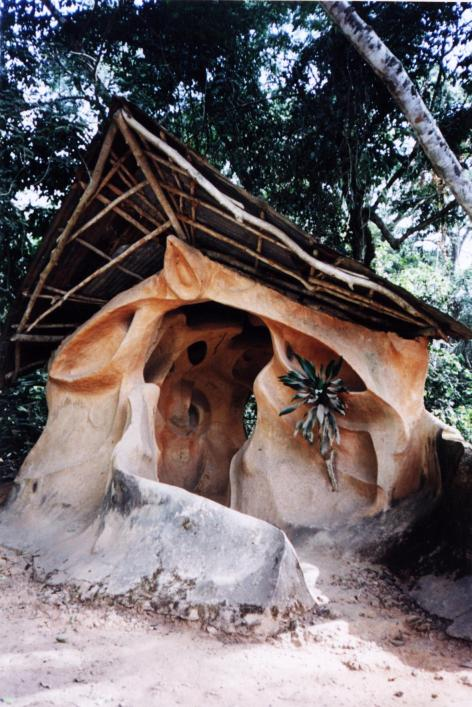
Temple de la deessa Osun

Cada any, partidaris i no-partidaris d'Osun, un dels orisa (els déus tradicionals dels iorubes), viatgen des de tot el món per assistir al festival anual Osun-Osogbo al mes d'agost. Els visitants inclouen nacionals de Brasil, Cuba, illa de Trinitat, Grenada, i altres nacions d'Amèrica amb un significatiu patrimoni cultural ioruba. Festivitats tradicionals anuals i invocacions de la deessa Osun se celebren també al llarg de les ribes del riu que porta el seu nom i en el que - segons les oracions i tradicions iorubes - es va transformar.
La Cova d'Osun-Osogbo, la capella o santuari dels ritus anuals de la deïtat i un centre artístic important, va ser declarat Patrimoni de la Humanitat el 2005.